# Every Little Thing (brano musicale)
Every Little Thing è un brano dei Beatles pubblicato sull'album Beatles for Sale del 1964 in Europa e su Beatles VI del 1965 in America.

## Il brano
Every Little Thing è stata composta solamente da Paul McCartney. Spesso è stato detto che sia stata ceduta a John Lennon, analogamente a Eight Days a Week dello stesso album; in realtà il brano è cantato all'unisono da Lennon e McCartney, sebbene il mixaggio, o forse la differente distanza dal microfono, ha tenuto molto bassa la voce di quest'ultimo (lo stesso accorgimento è presente in altri brani dell'LP, come No Reply o Eight Days A Week). L'idea originale era di farla pubblicare come singolo, e la fece sentire dietro le quinte di un concerto al manager Brian Epstein; risultò "senza i requisiti adatti" per apparire su un 45 giri, e, come anche McCartney ha detto, quasi un riempitivo. Mentre McCartney è sicuro di averla scritta al pianoforte della casa di Jane Asher o nel tour dei Beatles negli USA dell'agosto 1964, Lennon ipotizza anche della possibilità di un piccolo contributo.
È stato pensato che George Harrison sia stato assente alla registrazione e che sia la chitarra solista che la chitarra acustica siano state suonate da John Lennon, ma la maggior parte delle fonti afferma nella partecipazione del beatle. Altre fonti ancora sostengono nella presenza dei due chitarre acustiche, una suonata da Lennon ed una da Harrison. I timpani, suonati da Ringo Starr, caratterizzano la canzone: nei brani dei Beatles sono apparsi, oltre che ad Every Little Thing, Strawberry Fields Forever e Mother Nature's Son, suonati rispettivamente da Harrison e McCartney.
Il 29 settembre 1964 avvenne una prima registrazione, su quattro nastri, del brano; l'indomani, su altri cinque nastri, avvenne un rifacimento. Il nono nastro contiene la sovraincisione del pianoforte, della chitarra acustica e dei timpani. Mark Lewisohn racconta che il sesto nastro venne interrotto quando McCartney fece un rutto cantando. Il mixaggio, sia monofonico che stereofonico avvenne il 27 ottobre.

## Formazione
- Paul McCartney: voce, basso elettrico, pianoforte
- John Lennon: voce, chitarra solista
- George Harrison: chitarra acustica
- Ringo Starr: batteria, timpani[3]

## Cover
Il brano è stato reinterpretato, tra gli altri, da:
- Gli Yes, che nel loro album di debutto omonimo del 1969 l'hanno stravolta aggiungendo cambi di tempo e tonalità, oltre che un'estesa parte strumentale che cita anche Day Tripper;
- Lou Ann Barton, nel suo EP del 1986 Forbidden Tones.
- Peter Lipa, che nel 2003 ha incluso una sua versione del brano nel suo album di cover dei Beatles Beatles in Blue(s).
- Martin Gordon, nel suo album del 2004 The Joy of More Hogwash.